# ФК Мидлсбро
Фудбалски клуб Мидлсбро (енгл. Middlesbrough Football Club), такође познат као „Боро” (енгл. The Boro) је енглески фудбалски клуб из Мидлсброа. Тренутно се такмичи у Чемпионшипу, другом рангу такмичења, након што је 2017. испао из Премијер лиге. Основан је 1876, од августа 1995. домаће утакмице играју на Риверсајду, који је њихов трећи стадион откад су постали професионални клуб 1889.
Клуб је један од оснивача Премијер лиге 1992. године. Њихови највећи ривали су Њукасл јунајтед и Сандерланд.

## Успеси

### Домаћи
- Лига куп Енглеске:

Освајач (1): 2003/04.
Финалиста (2): 1996/97, 1997/98.
- ФА куп:

Финалиста (1): 1996/97.
- Друга лига Енглеске:

Првак (4): 1926/27, 1928/29, 1973/74, 1994/95.
Други (3): 1901/02, 1991/92, 1997/98.

### Међународни
- Куп УЕФА:

Финалиста (1): 2005/06.

## Тренутни састав
Ажурирано 31. јануара 2020.
| Бр. |                             | Позиција | Играч                                            |
| --- | --------------------------- | -------- | ------------------------------------------------ |
| 1   | Шпанија                     | Г        | Томас Мехијас                                    |
| 2   | Холандија                   | О        | Анферне Дајкстел                                 |
| 3   | Енглеска                    | О        | Џорџ Френд (капитен)                             |
| 4   | Шпанија                     | О        | Данијел Ајала (заменик капитена)                 |
| 5   | Енглеска                    | О        | Рајан Шотон                                      |
| 6   | Енглеска                    | О        | Даел Фрај                                        |
| 7   | Енглеска                    | С        | Маркус Тавернијер                                |
| 8   | Енглеска                    | С        | Адам Клејтон                                     |
| 9   | Демократска Република Конго | Н        | Брит Асомбалонга                                 |
| 11  | Енглеска                    | Н        | Ешли Флечер                                      |
| 14  | Бенин                       | Н        | Руди Гестеде                                     |
| 15  | Јамајка                     | С        | Равел Морисон (на позајмици из Шефилд јунајтеда) |
| 16  | Енглеска                    | С        | Џони Хаусон                                      |
| 17  | Северна Ирска               | С        | Пади Макнер                                      |
| 18  | Камерун                     | О        | Харолд Мукуди (на позајмици из Сент Етјена)      |

| Бр. |                    | Позиција | Играч                                             |
| --- | ------------------ | -------- | ------------------------------------------------- |
| 19  | Енглеска           | С        | Патрик Робертс (на позајмици из Манчестер Ситија) |
| 20  | Њемачка            | С        | Лукас Нмеча (на позајмици из Манчестер Ситија)    |
| 21  | Енглеска           | С        | Марвин Џонсон                                     |
| 22  | Северна Ирска      | С        | Џорџ Савиљ                                        |
| 25  | Енглеска           | О        | Нејтан Вуд                                        |
| 26  | Енглеска           | С        | Луис Винг                                         |
| 29  | Енглеска           | О        | Џед Спенс                                         |
| 30  | Северна Македонија | Г        | Дејан Стојановић                                  |
| 32  | Енглеска           | С        | Стивен Верн                                       |
| 33  | Енглеска           | О        | Хејден Кулсон                                     |
| 35  | Енглеска           | Н        | Тајрон О’Нил                                      |
| 41  | Енглеска           | Н        | Румарн Барел                                      |
| 42  | Енглеска           | Г        | Ејнсли Пирс                                       |
| 44  | Енглеска           | С        | Хејден Хекни                                      |

## Тренери
Списак свих тренера Мидлсброа од 1899. када је постао професиналан клуб.
| Време     | Тренер           |
| --------- | ---------------- |
| 1899–1905 | Џек Робсон       |
| 1905–1906 | Алекс Маки       |
| 1906–1909 | Енди Ајткен      |
| 1909–1910 | Џон Гантер       |
| 1910–1911 | Енди Валкер      |
| 1911–1919 | Том Макинтош     |
| 1920–1923 | Џими Хуви        |
| 1923–1926 | Херберт Бамлет   |
| 1927–1934 | Питер МекВилијам |
| 1934–1944 | Вилф Гилов       |
| 1944–1952 | Дејвид Џек       |
| 1952–1954 | Валтер Ровлеј    |
| 1954–1963 | Боб Денисон      |
| 1963–1966 | Реиш Картер      |
| 1966–1973 | Стен Андерсон    |
| 1973–1977 | Џек Чарлтон      |

| Време         | Тренер                         |
| ------------- | ------------------------------ |
| 1977–1981     | Џон Нил                        |
| 1981–1982     | Боби Мердок                    |
| 1982–1984     | Малколм Алисон                 |
| 1984          | Џек Чарлтон                    |
| 1984–1986     | Вили Мадрен                    |
| 1986–1990     | Брус Риок                      |
| 1990–1991     | Колин Тод                      |
| 1991–1994     | Лени Лавренс                   |
| 1994–2000     | Брајан Робсон                  |
| 2000–2001     | Брајан Робсон са Тери Венаблес |
| 2001–2006     | Стив Макларен                  |
| 2006–2009     | Гарет Саутгејт                 |
| 2009–2010     | Гордон Стракан                 |
| 2010–2013     | Тони Моубреј                   |
| 2013-тренутно | Аитор Каранка                  |